# 赵月霞
赵月霞（1968年12月—），女，河北宁晋人，1992年6月加入中国共产党，1992年7月参加工作，中华人民共和国政治人物。现任中共青海省委常委，省委组织部部长。

## 人物经历
赵月霞早年在石家庄铁道学院（今石家庄铁道大学）铁道工程科就读，并于就读期间加入中国共产党，1992年7月毕业后留校任职，历任该校团委、党委组织部干部、校团委书记、土木工程分院党委书记、校党委组织部部长、统战部部长，铁道学院副院长，铁道大学党委常委、副校长等职务。在校任职期间，赵月霞考入了西南交通大学研究生院，就读桥梁与隧道工程专业，并于2003年9月毕业，获得硕士学位。
2013年改任中共河北师范大学党委副书记，2015年升任同校党委书记。2017年改任中共河北省委组织部副部长兼省委高校工委副书记，2018年改兼任河北省委老干部局局长。
2021年7月，赵月霞仕途首次离开河北，跨省出任中共青海省委常委、宣传部部长。2022年4月，转任中共青海省委组织部部长。